# La Chapelle-aux-Brocs
La Chapelle-aux-Brocs é uma comuna francesa na região administrativa da Nova Aquitânia, no departamento de Corrèze. Estende-se por uma área de 4,99 km². Em 2010 a comuna tinha 444 habitantes (densidade: 89 hab./km²).